# Preussag Ballastkraftwerk Ibbenbüren
Das Preussag Ballastkraftwerk Ibbenbüren war ein deutsches Steinkohlekraftwerk in Ibbenbüren im Bundesland Nordrhein-Westfalen. Es hatte eine Leistung von 92 Megawatt und wurde von 1954 bis 1985 betrieben.

## Geschichte
Die ersten Pläne für den Bau eines neuen Kraftwerkes gingen auf das Jahr 1939 zurück. Mit der erhöhten Förderung des Bergwerkes Ibbenbüren im Tecklenburger Land (auf dessen Gelände das Kraftwerk stand) und der vermehrt anfallenden Ballastkohle (Schlämme und Sichterstäube) und der damit hohen Transportkosten wegen des hohen Ballastes (Wasser und Asche) favorisierte man ein Kraftwerk direkt neben dem Oeynhausenschacht. Es wurde zunächst mit 15.000 kW geplant. Dieses Kraftwerk sollte zunächst nur den Eigenbedarf der Zeche an Dampf und Strom decken. Bereits 1943 wurde mit dem Bau des Kesselhauses begonnen. Die Kriegsverhältnisse zwangen jedoch bald zur Einstellung des Baus. Der Bau wurde 1950 fortgesetzt und ein Dampfkessel mit einer Dampfleistung von 50 t/h eingeplant, der das Bergwerk mit Dampf versorgen sollte. Die ursprüngliche Planung eines 15 MW Kraftwerkes wurde aufgrund des mit der RWE geschlossenen Verbundvertrages überarbeitet. Dies war auch auf das Interesse der RWE zurückzuführen, die ihr altes Kraftwerk ersetzen musste, welches sich am Bahnhof Ibbenbüren befand.

### Der neue Plan
Das Projekt umfasste nun drei Baustufen. In der ersten Baustufe wurden zwei Kessel mit je 125 t/h Dampfkapazität – genannt Kessel 2 und 3 – errichtet. Zu der ersten Baustufe zählte auch der Aufbau zweier je 21 MW leistender Turbinen. Diese erste Baustufe ging 1954 ans Netz. Der zweite Bauabschnitt wurde 1953 begonnen. Sie umfasste den Kessel 4 mit 200 t/h Dampfleistung sowie eine Turbine mit 50 MW Leistung. Diese Ausbaustufe wurde 1955 in Betrieb genommen. 1957 erfolgte der Umbau des ersten Kessels von 50 t/h Dampfleistung auf 125 t/h. Der dritte Bauabschnitt umfasste den 150-MW-Block-A.

### Aufschaltung in das Netz
Am 22. Februar 1954 wurde der Turbogenerator 1 durch Bergwerksdirektor Busch auf das Netz der NIKE aufgeschaltet. Diese Teilfertigstellung der Anlage gingen zahlreiche Tests voraus. So wurde bereits am 23. Januar desselben Jahres zum ersten Mal der erste Hochdruckkessel gezündet. Ab dem 3. Februar wurde der Turbogenerator 1 zu Testzwecken und zur Trocknung erstmals laufen gelassen.

### Grubengasverfeuerung
Ende September 1968 wurde am Kessel 1 eine Grubengasunterfeuerung in Betrieb genommen, der Kessel 2 wurde im November des gleichen Jahres ebenfalls zusätzlich mit Grubengas befeuert. Bis zur Stilllegung des Kraftwerks wurde ein Großteil des im Ostfeld anfallenden Grubengases dort verbrannt, nach der Stilllegung übernahm die EVA des Bergwerks die Verwertung.

### Erweiterte Rauchgasreinigung
Von 1970 bis 1973 wurde die Rauchgasreinigung des Kraftwerkes erweitert und verbessert. So erhielt der Kessel 4 im Jahr 1970, Kessel 2 und 3 1971 und Kessel 1 1973
jeweils einen neuen Elektrofilter. Die Reinigungsleistung war gegenüber den alten Filtern wesentlich verbessert. Insgesamt wurden in die Baumaßnahme 4 Millionen DM investiert.

### Stilllegung
Die Stilllegung wurde wie geplant am 31. Januar 1985 vollzogen. Ersetzt wurde das Kraftwerk durch das östlich gelegene Kraftwerk Ibbenbüren, Block B. Die Versorgung der Zeche übernahm ein zecheneigenes Kraftwerk auf Grubengasbetrieb. Das Kesselhaus wurde nach der Stilllegung abgerissen, ebenso die beiden Schornsteine. Der Turbinensaal und der Leitstand blieben als Bergbaumuseum erhalten und können besichtigt werden. Teilweise nutzte das Bergwerk Ibbenbüren das Turbinenhaus weiter als Büro und Werkstatt.

## Technik
Das Kraftwerk verfügte über vier Dampfkessel, davon die Kessel 1, 2 und 3 mit je 125 t/h Dampf. Ein vierter Kessel konnte 200 t/h Dampf bereitstellen. Diese Kessel wurden von der Deutschen Babcock- und Wilcox-Dampfkesselwerke AG in Oberhausen gebaut. Durch die verschiedenen Einsätze von Ballastbrennstoffen wurde mit einem Ballastgehalt von bis zu 45 % gerechnet, davon 30–32 % Asche und 10–15 % Wasser. Erschwerend kam hinzu, dass die Kohle mit einem Gesamtanteil von 8 bis 12 % an flüchtigen Stoffen sehr mager war, was die Zündfähigkeit stark beeinträchtigte. So wurden die Kessel mit Naturumlauf als Zyklonkessel mit Schmelzkammerfeuerung gebaut. Die Flugasche wurde zu 90 % mit Elektrofiltern abgeschieden.
Die beiden 21 MW Entnahme-Turbinen von MAN waren an die zugehörigen AEG-Generatoren gekuppelt. Diese Entnahme-Turbinen konnten 60 t/h Mitteldruckdampf für die Zeche liefern. Der dritte Turbogenerator bestand aus einer 50-MW-Turbine von AEG, gekuppelt an einen wasserstoffgekühlten AEG-Generator.
Zur Kondensator-Kühlung wurden zwei Nasskühltürme mit Naturzug von je 55 m Höhe errichtet. 12.000 m³/h Kühlwasser zirkulierten, um das durch die Kondensatoren aufgewärmte Kühlwasser wieder abzukühlen.
Der Betreiber des Kraftwerks war die Preussag.
In direkter Nähe befinden sich die Kraftwerke:
- Kraftwerk Ibbenbüren, das seit 1986 betrieben wird.
- ehemaliges Kraftwerk Ibbenbüren Block A, das von 1967 bis 1987 in Betrieb war (größtenteils abgerissen).